# Charles Ernest Overton
Charles Ernest Overton est un biologiste britannique né en 1865 et mort en 1933.
Il  a découvert des concepts fondamentaux concernant la structure et le fonctionnement des cellules des êtres vivants comme la perméabilité de la membrane cellulaire aux lipides.

## Découvertes
Il découvre, avec Hans Horst Meyer, la loi sur l'efficacité des anesthésiants en solution qui porte son nom (Loi de Meyer-Overton).

## Vie privée
Recruté à l'Université de Lund en Suède en tant que professeur, il y rencontre et épouse Louise Petrén-Overton, la première femme en Suède à obtenir un doctorat en mathématiques. Le couple aura quatre enfants.